# Onni Wetterhoff
Kurt Alfred Onni Wetterhoff, född 28 december 1835 i Helsingfors, död där 11 februari 1892, var en finländsk skogsman och författare. Han var bror till Karl Wetterhoff, Fredrika Wetterhoff och Mathilda Asp samt far till Fritz Wetterhoff. 
Wetterhoff blev officer 1857, men efter några år forstman och sekreterare hos finländska Forststyrelsen, sedermera forstman hos Stockholms läns hushållningssällskap och var en tid anställd i en större rysk trävaruexportaffär. 
Wetterhoff författade Samlade skizzer af Felix (1869), Från skog och sjö. Jagt- och fångstfärder (två samlingar 1883 och 1887) samt bidrag till "Svenska jägarförbundets nya tidskrift".